# Через замочную скважину
«Через замочную скважину» (фр. Par le trou de serrure, 1901) — немой короткометражный фильм Фернана Зекка. Премьера состоялась в мае 1902 года в США.

## Сюжет
Швейцар убирает номер. После уборки номера швейцар через замочную скважину наблюдает за женщиной в 8-м номере отеля.